# Reigersbos (metrostation)

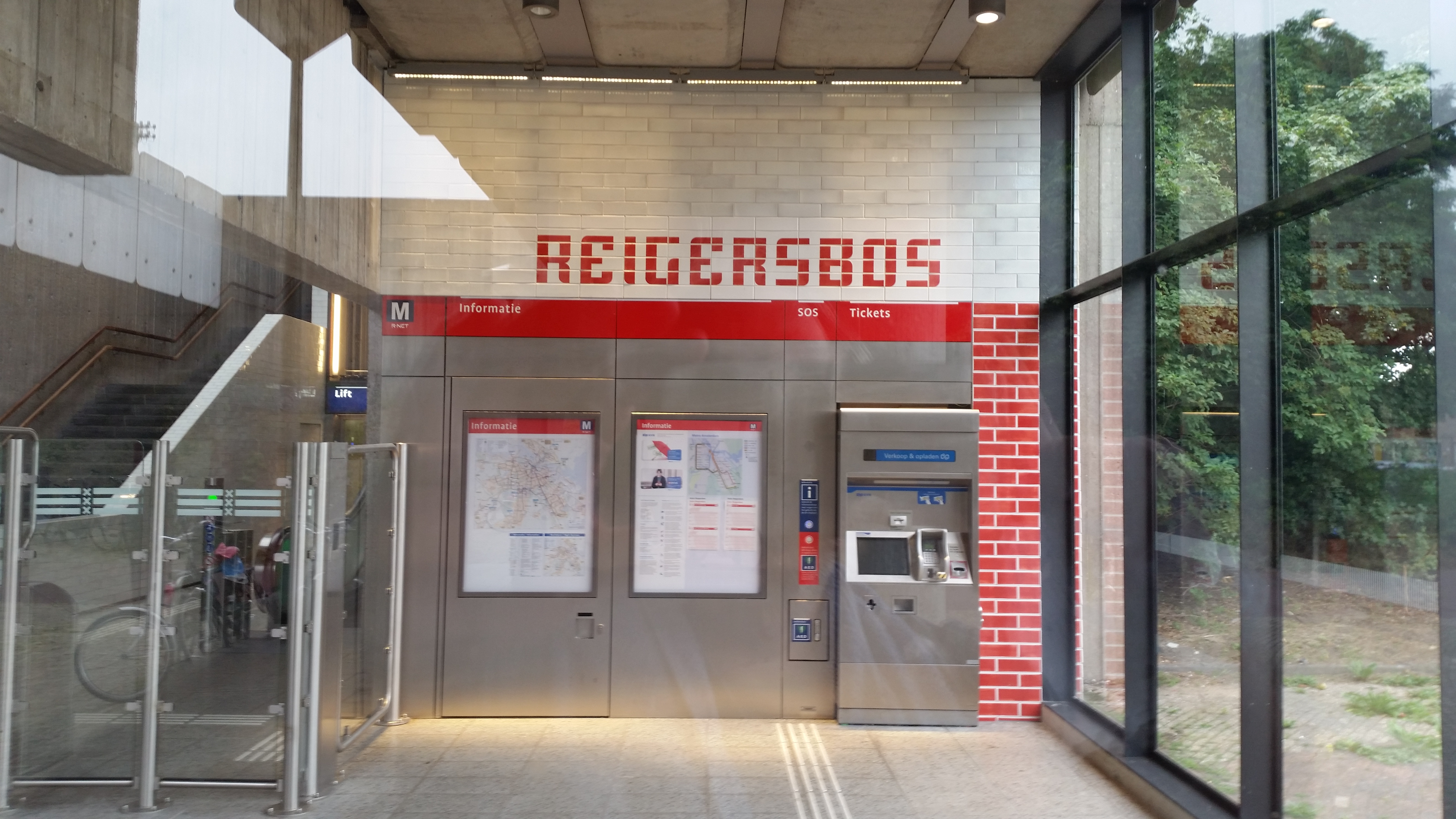
Ingang

Reigersbos is een station van de Amsterdamse metro, gelegen in de gelijknamige wijk Reigersbos in Gaasperdam in het stadsdeel Amsterdam-Zuidoost. Het station was al in 1975 in ruwbouw gereed en lag zeven jaar in het niemandsland in een kale vlakte.
Het bovengrondse metrostation opende op 27 augustus 1982 als deel van Geinlijn 54; sinds 28 mei 1997 wordt station Reigersbos ook bediend door Ringlijn 50, die hier zijn tracé met lijn 54 deelt.
De naam Reigersbos verwijst naar een verdwenen boerderij langs de Abcouderstraatweg. Deze boerderij is weer vernoemd naar een voormalig bosgebied, het Reyghersbosch, dat in de middeleeuwen op de plaats van Reigersbos lag.
Het metrostation ligt op een spoordijk met een viaduct (brug 1622) over de Reigersbosdreef en heeft een eilandperron. De oostelijke uitgang leidt naar de gelijknamige straat en winkelcentrum. Direct ten oosten van station Reigersbos voert de metrolijn over een viaduct (brug 1623) over het winkelcentrum en daarna door een kantoorcomplex dat als een poort over de sporen is gebouwd.
In het kader van het project MetroMorfose is de oorspronkelijke betonnen oosthal van het station in 2004 geheel gesloopt en volgens een nieuw ontwerp van Zwarts & Jansma architecten opnieuw in staal en glas opgebouwd. Wegens de grote kostenoverschrijdingen bij de vernieuwing van station Ganzenhoef werd het project na oplevering van deze hal stopgezet. De westhal aan het Renkumhof werd niet meer volgens het oorspronkelijke plan gelijk gemaakt aan de oosthal, maar in het kader van het soberdere project 'Schoon en Heel' opgeknapt. Hierbij zijn enkele grote betonvlakken voorzien van keramische tegels, is het grote toegangshek vervangen door een transparant rolluik en is de verlichting verbeterd. De halfronde glazen koepels, die als lichtstraten tussen de verschillende dakdelen waren aangebracht, zijn verwijderd en keerden wegens de hoge onderhoudskosten niet meer terug. De dakdelen werden vervolgens weer aan elkaar verbonden zodat de afzonderlijke dakdelen weer een geheel werden.
Het station werd in 2005, tegelijk met Ringlijnstation Postjesweg in Slotervaart, op proef uitgerust met een nieuw type windscherm en een nieuw type abri, opgetrokken uit staal met glas en voorzien van een reclamebord. Het was de bedoeling dat deze nieuwe windschermen en abri's alle huidige massieve stalen windschermen op de overige bovengrondse stations van de Oostlijn zouden vervangen, als onderdeel van de grootscheepse renovatie van deze lijn, die in 2008 werd gestart en vier jaar zou duren. In 2018 kreeg het station een opknapbeurt en werd ze voorzien van tegelwerk met daarop haar naam in een lettertype van René Knip.
Isolatorweg ·
Station Sloterdijk (NS) ·
De Vlugtlaan ·
Jan van Galenstraat ·
Postjesweg ·
Station Lelylaan (NS) ·
Heemstedestraat ·
Henk Sneevlietweg ·
Amstelveenseweg ·
Station Zuid (NS) ·
Station RAI (NS) ·
Overamstel ·
Van der Madeweg ·
Station Duivendrecht (NS) ·
Strandvliet ·
Station Bijlmer ArenA (NS) ·
Bullewijk ·
Holendrecht (NS) ·
Reigersbos ·
Gein
Centraal Station (NS) ·
Nieuwmarkt ·
Waterlooplein ·
Weesperplein ·
Wibautstraat ·
Amstelstation (NS) ·
Spaklerweg ·
Van der Madeweg ·
Station Duivendrecht (NS) ·
Strandvliet ·
Station Bijlmer ArenA (NS) ·
Bullewijk ·
Holendrecht (NS) ·
Reigersbos ·
Gein